# Уинтроп (Арканзас)
Уинтроп (англ. Winthrop) — город, расположенный в округе Литл-Ривер (штат Арканзас, США) с населением в 186 человек по статистическим данным переписи 2000 года.

## География
По данным Бюро переписи населения США Уинтроп имеет общую площадь в квадратных километров, из которых кв. километров занимает земля и кв. километров — вода. Площадь водных ресурсов округа составляет от всей его площади.

## Демография
По данным переписи населения 2000 года в Уинтропе проживало 186 человек, 52 семьи, насчитывалось 71 домашнее хозяйство и 83 жилых дома. Средняя плотность населения составляла около 2 человек на один квадратный километр. Расовый состав Уинтропа по данным переписи распределился следующим образом: 90,86 % белых, 2,69 % — чёрных или афроамериканцев, 2,69 % — коренных американцев, 3,23 % — представителей смешанных рас, 0,54 % — других народностей. Испаноговорящие составили 2,15 % от всех жителей города.
Из 71 домашних хозяйств в 32,4 % — воспитывали детей в возрасте до 18 лет, 69,0 % представляли собой совместно проживающие супружеские пары, в 2,8 % семей женщины проживали без мужей, 25,4 % не имели семей. 25,4 % от общего числа семей на момент переписи жили самостоятельно, при этом 14,1 % составили одинокие пожилые люди в возрасте 65 лет и старше. Средний размер домашнего хозяйства составил 2,62 человек, а средний размер семьи — 3,13 человек.
Население города по возрастному диапазону по данным переписи 2000 года распределилось следующим образом: 28,0 % — жители младше 18 лет, 8,6 % — между 18 и 24 годами, 29,0 % — от 25 до 44 лет, 24,2 % — от 45 до 64 лет и 10,2 % — в возрасте 65 лет и старше. Средний возраст жителей составил 32 года. На каждые 100 женщин в Уинтропе приходилось 95,8 мужчин, при этом на каждые сто женщин 18 лет и старше приходилось 100,0 мужчин также старше 18 лет.
Средний доход на одно домашнее хозяйство в городе составил 25 313 долларов США, а средний доход на одну семью — 31 094 доллара. При этом мужчины имели средний доход в 22 188 долларов США в год против 17 917 долларов среднегодового дохода у женщин. Доход на душу населения в городе составил 13 474 доллара в год. 14,3 % от всего числа семей в населённом пункте и 16,7 % от всей численности населения находилось на момент переписи населения за чертой бедности, при этом 15,6 % из них были моложе 18 лет и 9,1 % — в возрасте 65 лет и старше.